# What Can I Do?
«What Can I Do?» es un sencillo de la banda irlandesa The Corrs, publicado en 1998 de su álbum Talk On Corners. 

## La canción
El tema estaba incluido en el segundo dico del grupo, Talk On Corners, el cual además fue su trabajo más vendido. La canción, influenciada por una producción "Doo wop", había sido número #53 en Reino Unido. Tras editar un remix (con mayor protagonismo de un punteo de guitarra eléctrica) de la edición especial del disco, llegó al número #3. Es uno de los mayores éxitos de la banda, habitual es sus giras, y se incluyó recurrentemente en varios recopilatorios de canciones románticas y éxitos de los 90. Tocaron este tema en la Gala del Premio Nobel de la Paz 1999. Hace algunos años, una orquesta sinfónica hizo una versión.

### Videoclip
El video fue grabado en  Nueva Zelanda, en un paisaje que recordaba a su Irlanda natal.

## Edición Suecia
1. «What Can I Do?»
2. «No Good For Me» (Live)

## Edición Europa
1. «What Can I Do?»
2. «Little Wing»
3. «No Good For Me»

## Edición Inglesa
1. «What Can I Do?» (Tin Tin Out Remix)
2. «What Can I Do?» (Stringgapella)
3. «Paddy McCarthy»

## Edición Australia
1. «What Can I Do?» (Tin Tin Out Remix)
2. «What Can I Do?» (Stringgapella)
3. «Dreams» (Tee's Radio)

## Edición Albert Hall
1. «What Can I Do?» (Live At The Royal Albert Hall)
2. «Runaway» (Live At The Royal Albert Hall)
3. «Toss The Feathers» (Live At The Royal Albert Hall)

## Listas
| Año  | Lista                     | Posición |
| ---- | ------------------------- | -------- |
| 1998 | Reino Unido               | 53       |
| 1998 | Irlanda                   | 30       |
| 1998 | Alemania                  | 62       |
| 1998 | Reino Unido               | 3        |
| 1998 | Los 40 Principales España | 1        |

- Datos: Q3118734